# Neomys anomalus
Neomys anomalus là một loài động vật có vú trong họ Soricidae, bộ Soricomorpha. Loài này được Cabrera mô tả năm 1907.

## Hình ảnh

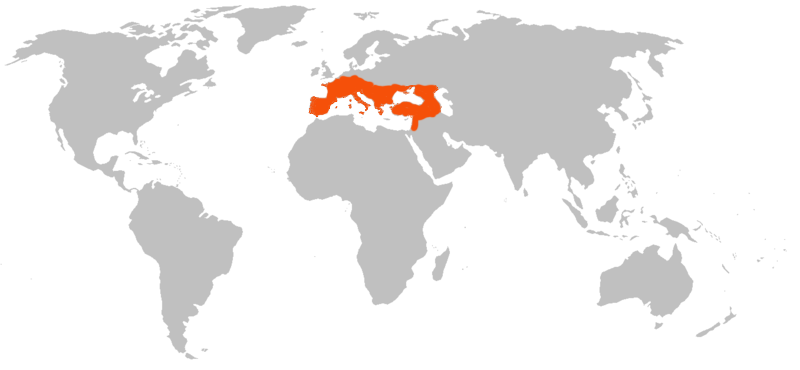
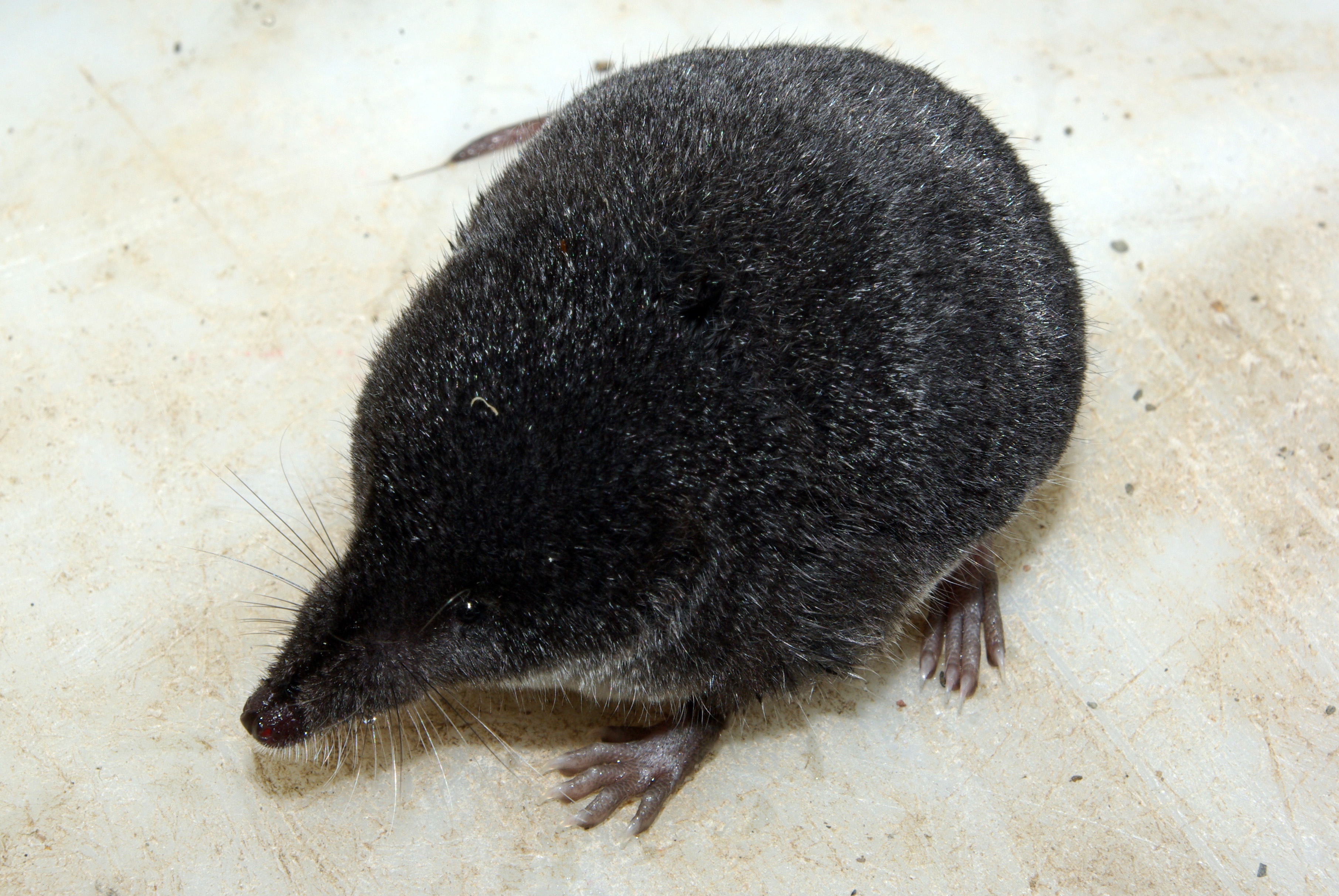
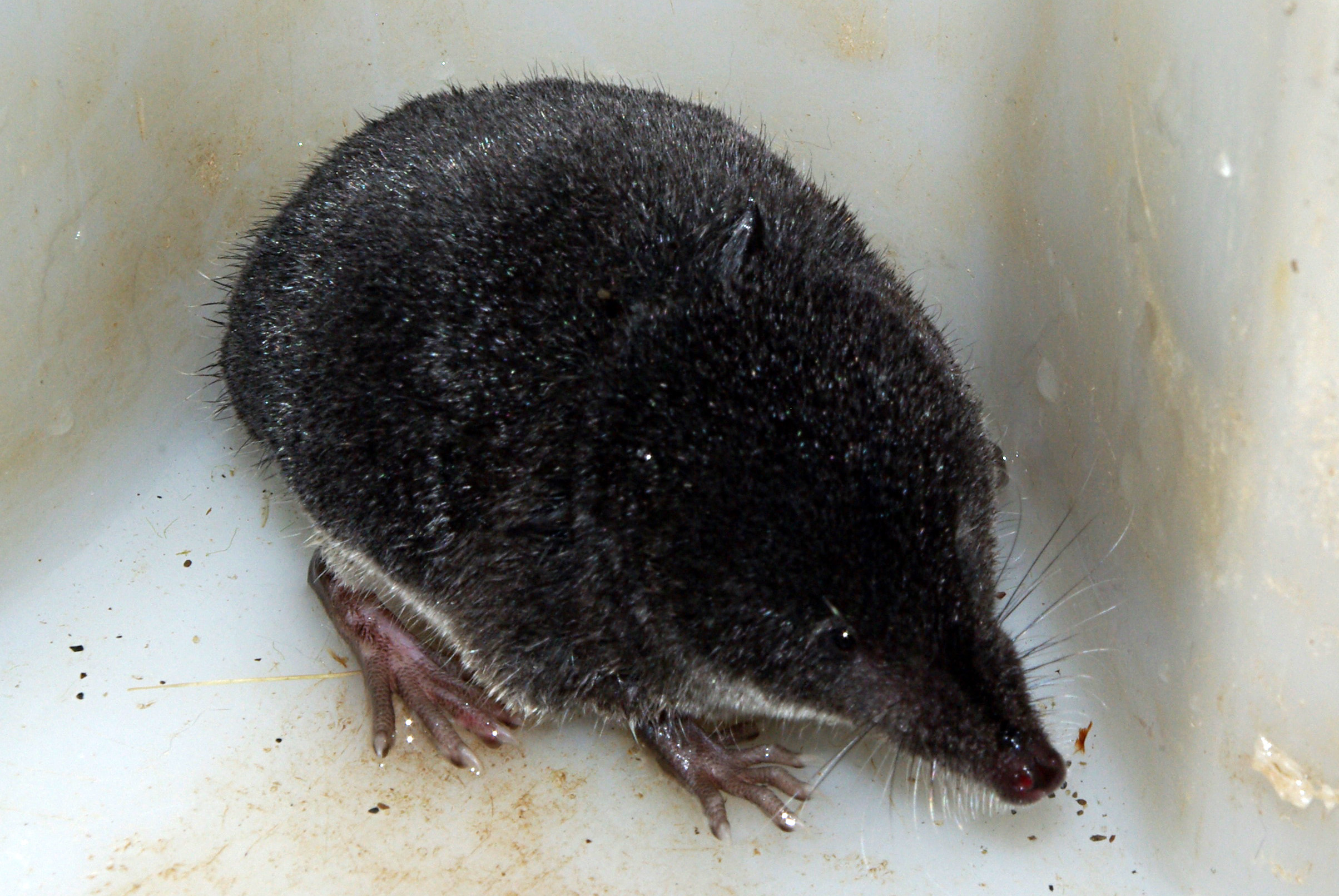
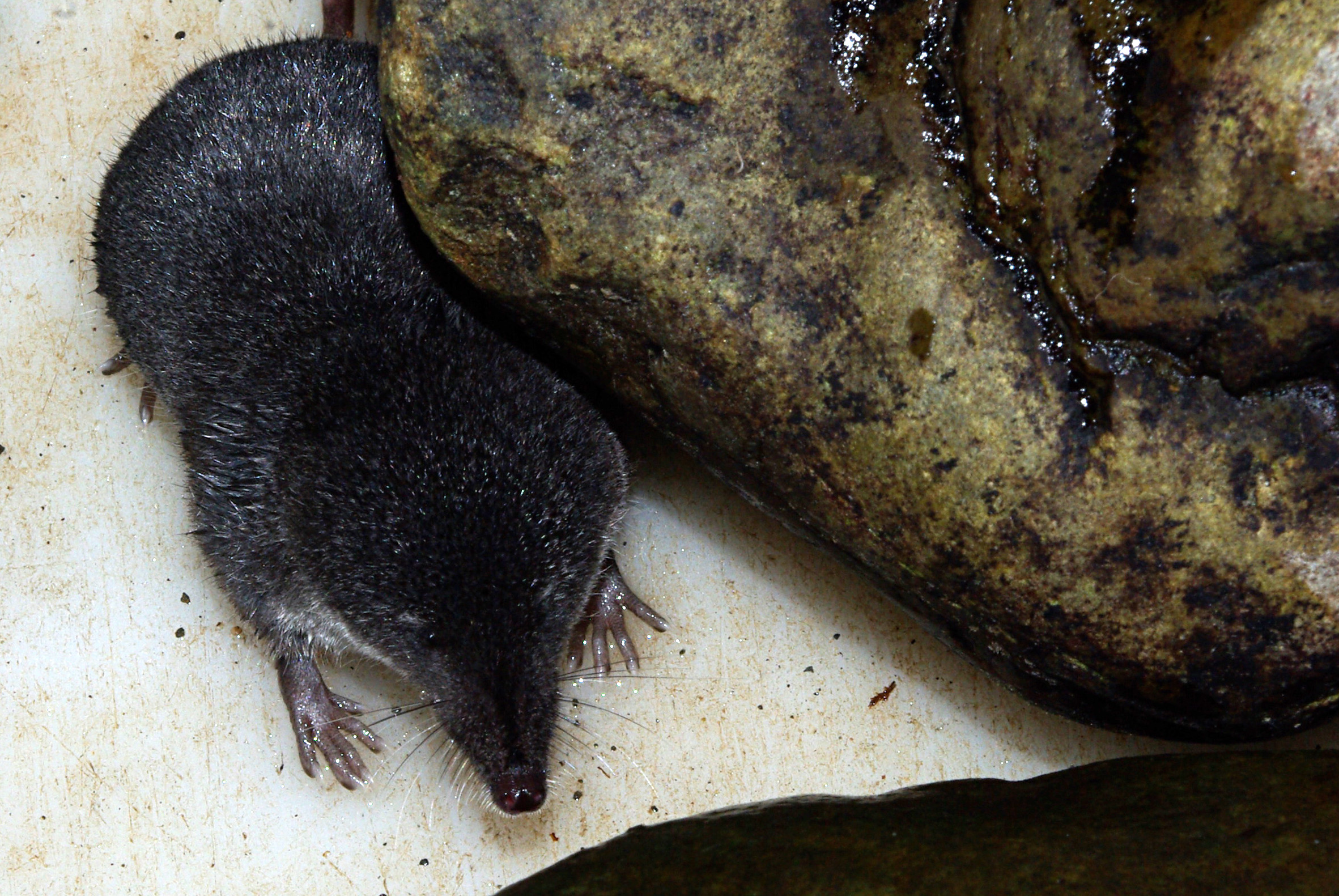